# Beli Manastir
Beli Manastir est une ville située dans le Comitat d'Osijek-Baranja en Croatie. Au recensement de 2001, la municipalité comptait 10 986 habitants, dont 55,39 % de Croates, 26,58 % de Serbes et 8,49 % de Hongrois et la ville seule comptait 8 671 habitants.

## Histoire
Durant le Moyen Âge, la ville s'appelle Baranyamonostor ou Majsmonostor. La ville s'appelle Monostor jusqu'en 1899 ; Pélmonostor en hongrois, Beli Manastir en croate, Beli Manastir / Бели Манастир en serbe et Manoster en allemand.
Le village est habité dès la préhistoire. Au IXe siècle, la ville appartient à la Principauté slave du Balaton. Un monastère y est construit à la suite de la visite de Cyrille et Méthode, principaux évangélisateurs des peuples slaves de l'Europe centrale. À la mort de Méthode, ses fidèles sont chassés et le monastère est rasé. Avec l'arrivée des Magyars au Xe siècle, la ville prend place au sein du Royaume de Hongrie.
Le village est cité pour la première fois en 1212 avec le nom de Pél. Un nouveau monastère est construit au XIIIe siècle par le clan Majs mais est détruit par les Mongols en 1241. Reconstruit, il est mentionné en 1289 comme Monasterium B. Michaelis de Peel. Il est détruit à nouveau par les Ottomans au XVIe siècle. La ville dépend administrativement du comté de Baranya du XIe au XVIe siècle.
Entre le XVIe et le XVIIIe siècle, la zone fait de l'Empire ottoman et dépend de la Sandjak de Mohács. Elle fait ensuite partie de l'empire des Habsbourg (comté de Baranya) au sein du Royaume de Hongrie jusqu'en 1918. Après 1918, la ville appartient au Royaume de Yougoslavie (puis à la Yougoslavie). Elle appartient successivement à la région de Novi Sad (1918-1922), à celle de Bačka Oblast (1922-1929) puis à celle de Banovine du Danube entre 1929 et 1941. Elle est occupée entre 1941 et 1944 par le Royaume de Hongrie qui l'inclut à nouveau au comté de Baranya. Elle passe en 1944 à la République fédérative socialiste de Yougoslavie jusqu'en 1945 — au sein de la province de Voïvodine — puis est transférée à la République socialiste de Croatie.
Durant la guerre d'indépendance croate (1991-1995), Beli Manastir est incorporée avec d'autres villes à la République serbe autoproclamée de Krajina. Elle retourne à la Croatie après la guerre, après une courte période d'administration Onusienne (1996-1998).

## Localités
La municipalité de Beli Manastir compte quatre localités :
- Beli Manastir ;
- Branjin Vrh ;
- Šećerana ;
- Šumarina.

## Attraction
- Ruines du monastère médiéval
- Église paroissiale dédiée à saint Martin, construite en 1777 dans le style baroque.
- La ville organise des festivités pour la Saint-Martin de Tours, le 11 novembre.

## Personnalités liées
- Miklós Istvánffy de Baranyavár et Kisasszonyfalva (1538-1615), historien et vice-Palatin de Hongrie.

## Jumelages
- Mohács (Hongrie)
- Dunaszekcső (Hongrie)
- Lánycsók (Hongrie)